# Isidoro Urra
Isidoro Urra Fernández (Sestao, Vizcaya, 5 de septiembre de 1916 - Santurce, 19 de febrero de 2006), conocido en el mundo del fútbol como Urra, fue un futbolista que jugó como centrocampista en la Primera División de España, en la década de 1940, en las filas del Athletic Club y la Real Sociedad.
Llegó a disputar 132 partidos en la máxima categoría del fútbol español. Además, su hijo José Manuel llegó a jugar en el Athletic Club en la temporada 1966-67.

## Biografía
Nació en 1916 en la localidad vizcaína de Sestao. El jugador se solía considerar santurzano. 
Comenzó a jugar al fútbol hacia 1932 en el equipo de Santurce, hasta que en 1935 fue fichado por el Athletic Club. Debutó en Liga, el 19 de marzo de 1936, cuando aún tenía 19 años. La temporada 1935-36 se hizo con su primer título de Liga, aunque sólo jugó ese partido. Justo al terminar la guerra civil española formó parte del equipo vasco que disputó el Torneo Nacional y el Campeonato Regional, plagado de jóvenes promesas como Makala, Gainza o Echevarría. 
Tras la guerra, en 1939, Urra fue uno de los jugadores veteranos que quedaron del Athletic campeón de 1936 (junto a Elices, Garate, Gorostiza, Oceja y Luis Zabala), ya que los demás jugadores se habían retirado o exiliado. De esta forma, se puede considerar a Urra como uno de los veteranos bajo los cuales se fue gestando una nueva generación de brillantes talentos del Athletic con los cinco miembros de la Segunda Delantera Histórica a la cabeza: Iriondo, Venancio, Zarra, Panizo y Gainza.
Urra jugó durante siete temporadas más en el Athletic Club, hasta que en 1946 abandonó el equipo. Durante este tiempo se proclamó campeón de Liga por segunda vez (1943) y ganó tres títulos de Copa (1943, 1944 y 1945). Urra jugó las finales de Copa de 1942 (perdida ante el Barcelona) y la de 1943 ante el Real Madrid. En total, disputó 96 partidos en Primera División y otros 21 en Copa, marcando once y un gol respectivamente.
En 1946 fichó por la Real Sociedad, en aquel entonces en Segunda División. En la Real sí logró hacerse con un hueco como titular y logró el ascenso a Primera en la temporada 1946-47. Tras jugar un año en Primera con el club donostiarra, el equipo descendió de categoría. En 1949, logró su segundo ascenso de categoría. En el club txuri-urdin disputó 93 partidos oficiales, en los que anotó un gol. 
En la temporada 1950-51 fichó por el Real Zaragoza, donde se retiró al término de esa misma campaña. 
Isidoro Urra falleció en Santurce en 2006 cuando contaba 89 años de edad.

## Clubes
| Club          | País   | Año       |
| ------------- | ------ | --------- |
| Santurce      | España | 1932-1935 |
| Athletic Club | España | 1935-1946 |
| Real Sociedad | España | 1946-1950 |
| Real Zaragoza | España | 1950-1951 |

## Palmarés

### Campeonatos nacionales
| Título                | Club          | País   | Año  |
| --------------------- | ------------- | ------ | ---- |
| Liga Española         | Athletic Club | España | 1936 |
| Liga Española         | Athletic Club | España | 1943 |
| Copa del Generalísimo | Athletic Club | España | 1943 |
| Copa del Generalísimo | Athletic Club | España | 1944 |
| Copa del Generalísimo | Athletic Club | España | 1945 |